# Кудашев-1
Кудашев-1 — самолёт, построенный в 1910 году профессором Киевского политехнического института А. С. Кудашевым.
Биплан деревянной конструкции с вынесенными на фермах передним рулём высоты и хвостовым оперением (стабилизатор и руль направления). Длина самолёта 10 м, размах крыльев 9 м, их суммарная площадь 34 м². Обтяжка крыльев — из прорезиненного полотна, двигатель «Анзани» мощностью 25,7 кВт. Полётная масса 420 кг. Полёт, выполненный Кудашевым 23 мая (5 июня) 1910 года на Сырецком ипподроме в Киеве, стал первым в России полётом самолёта отечественной постройки.